# Karoline Teska

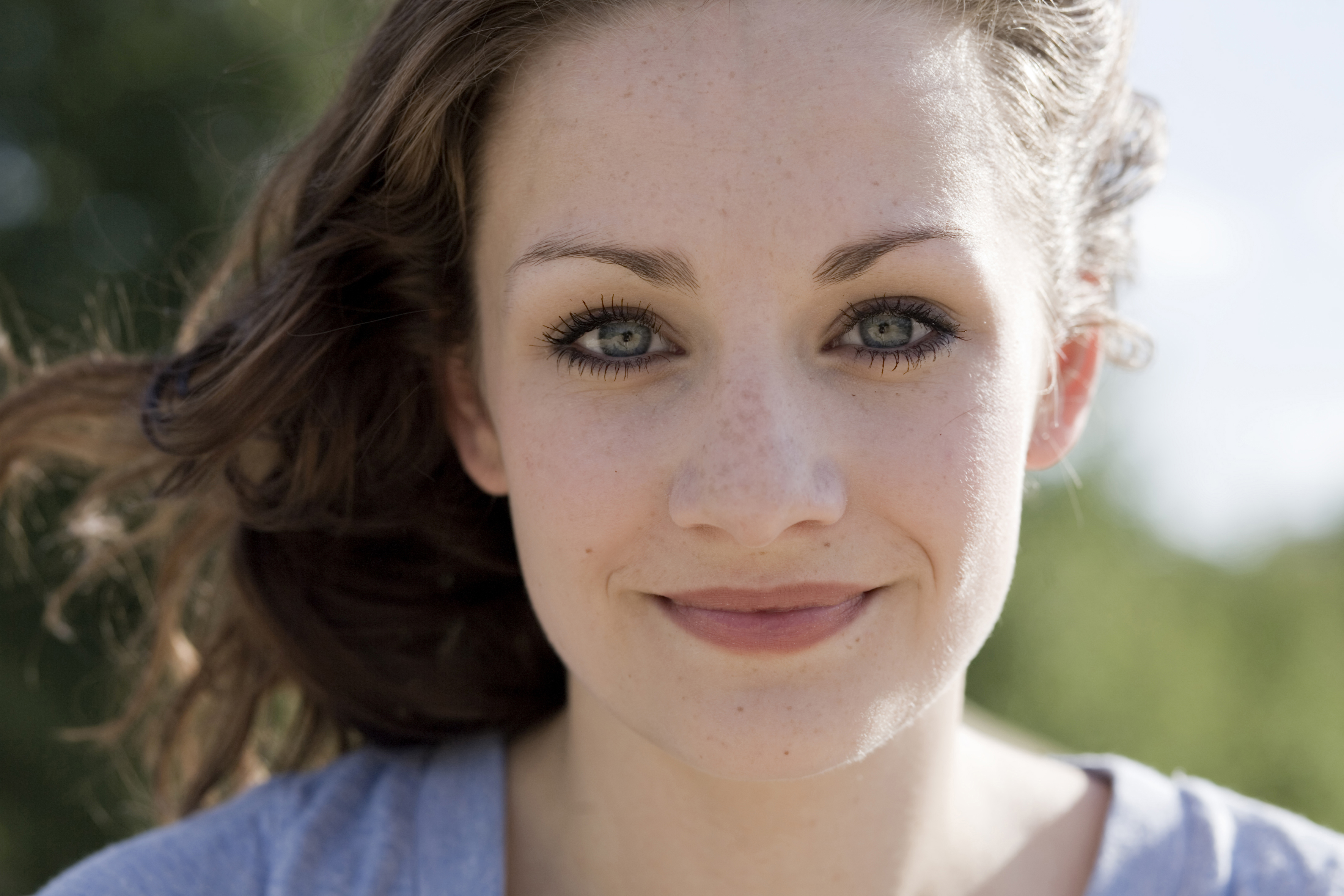
Karoline Teska (2011)

Karoline Teska (* 20. Mai 1988 in Halle (Saale)) ist eine deutsche Schauspielerin.

## Karriere
Karoline Teska ist die Tochter des Schauspielers Peer-Uwe Teska und einer Balletttänzerin.
Im Alter von elf Jahren übernahm sie ihre erste Kino-Hauptrolle neben Matthias Habich. 2001 spielte sie in Katalin Gödrös’ Spielfilmdebüt Mutanten die 13-jährige Einzelgängerin Paula, die während der Pubertät ihre eigene Identität sucht. Bis zu ihrer ersten Rolle in einer Fernsehserie spielte sie in diversen Filmen wie Ein ganzer Kerl für Mama, Blueprint und in Tatort: Schürfwunden mit. 2005 war sie in der Serie Kanzleramt an der Seite von Klaus J. Behrendt zu sehen, mit dem sie 2006 auch in Der Untergang der Pamir vor der Kamera stand.
Nach dem Abitur im Jahr 2007 begann sie Schauspielunterricht zu nehmen. Noch in demselben Jahr spielte sie in der Komödie Allein unter Töchtern die 17-jährige Jessy Westphal, die nach dem Tod ihrer Mutter arge Probleme mit ihrem von Hannes Jaenicke gespielten Vater, einem Offizier der Bundeswehr, bekommt, da er nun das Sorgerecht für sie hat und damit vollkommen überfordert ist. Für diese Rolle wurde sie für den Günter-Strack-Fernsehpreis 2008 nominiert. Ebenfalls 2008 übernahm sie im Jugenddrama Ein Teil von mir die Rolle einer 16-Jährigen, die ungewollt schwanger wird. Der Vater des Kindes wurde von Ludwig Trepte gespielt. Mit ihm war sie 2008 auch in Ihr könnt euch niemals sicher sein zu sehen.
Von 2012 bis 2016 studierte Teska Schauspiel an der Hochschule für Schauspielkunst „Ernst Busch“ Berlin.
Teska beteiligte sich im April 2021 an der Aktion #allesdichtmachen, bei der rund 50 prominente Schauspieler die Maßnahmen zur Eindämmung der COVID-19-Pandemie ironisch-satirisch kommentierten. Die Aktion löste kontroverse Diskussionen aus.
Teska lebt in Berlin.

## Filmografie

### Filme
- 2001: Boran
- 2002: Mutanten
- 2002: Ein ganzer Kerl für Mama
- 2003: Blueprint
- 2005: Die Boxerin
- 2006: Der Untergang der Pamir
- 2007: Das Glück am anderen Ende der Welt
- 2007: Allein unter Töchtern
- 2008: Die Welle
- 2008: Ihr könnt euch niemals sicher sein
- 2008: Ein Teil von mir
- 2009: Der Tiger oder Was Frauen lieben!
- 2009: Allein unter Schülern
- 2009: Wer ist John Maynard?
- 2009: Lenz
- 2009: Liebe Mauer
- 2011: Für kein Geld der Welt
- 2013: Heute bin ich blond
- 2013: Dyslexie (Fernsehfilm)
- 2013: Quellen des Lebens
- 2015: Eine wie diese (Fernsehfilm)
- 2021: Liebe ist unberechenbar (Fernsehfilm)

### Reihen und Serien
- 2002 In aller Freundschaft (Fernsehserie, Folge 140: Das Igelkind)
- 2005: Kanzleramt (Fernsehserie, 6 Folgen)
- 2005: Tatort: Leiden wie ein Tier (Fernsehreihe)
- 2005: Tatort: Schürfwunden
- 2005: Tatort: Freischwimmer
- 2008: Geschichte Mitteldeutschlands (Fernsehserie, Folge Sibylla von Neitschütz – Die vergiftete Mätresse)
- 2009: Polizeiruf 110: Der Tod und das Mädchen (Fernsehreihe)
- 2009: Kommissar Stolberg (Fernsehserie, Folge Die Nacht vor der Hochzeit)
- 2010 In aller Freundschaft (Fernsehserie)
- 2010: Liebe am Fjord – Der Gesang des Windes (Fernsehreihe)
- 2011: Der Alte (Fernsehserie, Folge Ein passender Tod)
- 2011: Der letzte Bulle (Fernsehserie, Folge Kita des Grauens)
- 2012, 2017: SOKO Stuttgart (Fernsehserie, verschiedene Rollen, 2 Folgen)
- 2016: München Mord: Wo bist Du, Feigling? (Fernsehreihe)
- 2016: SOKO Leipzig (Fernsehserie, 3 Folgen)
- 2017: Nord Nord Mord: Clüver und die wilde Nacht (Fernsehreihe)
- 2017: SOKO München (Fernsehserie, Folge Gutes Karma, schlechtes Karma)
- 2018: Der Lehrer (Fernsehserie, Folge Irgendwelche Notrufe, Alarme, Explosionen?)
- 2018, 2023: SOKO Köln (Fernsehserie, Folgen Blut ist dicker als Wasser, Bis dass der Tod sie scheidet)
- 2018: Großstadtrevier (Fernsehserie, Folge Unter Druck)
- 2018: Spreewaldkrimi: Tödliche Heimkehr (Fernsehreihe)
- 2019: Lena Lorenz: Geschwisterliebe (Fernsehreihe)
- 2019: Dr. Klein (Fernsehserie, Folge Phantomschmerzen)
- 2020: Über die Grenze: Racheengel (Fernsehreihe)
- 2020: Letzte Spur Berlin (Fernsehserie, Folge Alibi)
- 2020: Tonio & Julia: Mut zu leben
- 2023: Mit Herz und Holly: Diagnose Neustart (Fernsehserie)
- 2023: Mit Herz und Holly: Muttergefühle
- 2023: Löwenzahn (Fernsehserie, Folge Tasten: Eine Höhle zum Wohlfühlen)
- 2024: Der Staatsanwalt (Fernsehserie, Folge Schleichendes Gift)
- 2024: Mit Herz und Holly: Lichtblicke
- 2024: Mit Herz und Holly: Kleine Wunder

## Nominierungen und Auszeichnungen
- Nominiert für den Günter-Strack-Fernsehpreis 2008 für ihre Rolle als Jessy Westphal in Allein unter Töchtern